# مودون
شهر مودون (به فرانسوی: Meudon) در شهرستان او-دو-سن در ناحیه ایل-دو-فرانس با جمعیت ۴۴٬۷۴۵ نفر در کشور فرانسه واقع شده‌است